# Serafin Schön
Serafin Schön [šø:n], né à Menzingen en 1560 et mort le 24 août 1642 à Trsat (aujourd'hui un quartier de Rijeka) en Croatie, est un prêtre franciscain et peintre suisse.

## Biographie
Franciscain au monastère de Trsat, où il est arrivé en 1630 en tant que peintre déjà établi. Dans l'esprit du maniérisme tardif et du début de la peinture baroque, il peint des compositions bibliques telles que le Baptême en Jordanie (1633) et la Cène mystique de la Sainte Famille (1640),.
Serafin Schön a passé sa carrière active de moine franciscain (1631-1642) dans le monastère franciscain de Trsat à Rijeka, où il a laissé la quasi-totalité de son œuvre. Ses réalisations démontrent qu'il était le disciple de Paolo Piazza (*1557-†1621), un peintre vénitien qui, après être devenu moine capucin, a passé plusieurs années dans les pays d'Europe centrale. Dans les peintures de Serafin Schön, il y a également une influence assez importante du peintre bavarois Hans Rottenhammer. Serafin Schön utilisait des estampes pour certaines de ses compositions. Serafin Schön a utilisé presque exclusivement les estampes des graveurs "du nord" (non italiens) comme Goltzius, Cort et Johan Sadeler. Il n'a utilisé qu'une seule fois une estampe d'Agostino Carracci, pour la scène de la Descente de croix dans le cloître du monastère de Trsat. D'après Nina Kudiš, du département d'Histoire de l'art de la faculté des sciences humaines et sociales à l'Université de Rijeka, un autre tableau du monastère franciscain de Trsat peut être attribué à Serafin Schön. Il s'agit de la Vierge à l'Enfant, Sainte Anne et Jean Baptiste située dans la chapelle du monastère.

Exemples d'œuvres réalisées par Serafin Schön
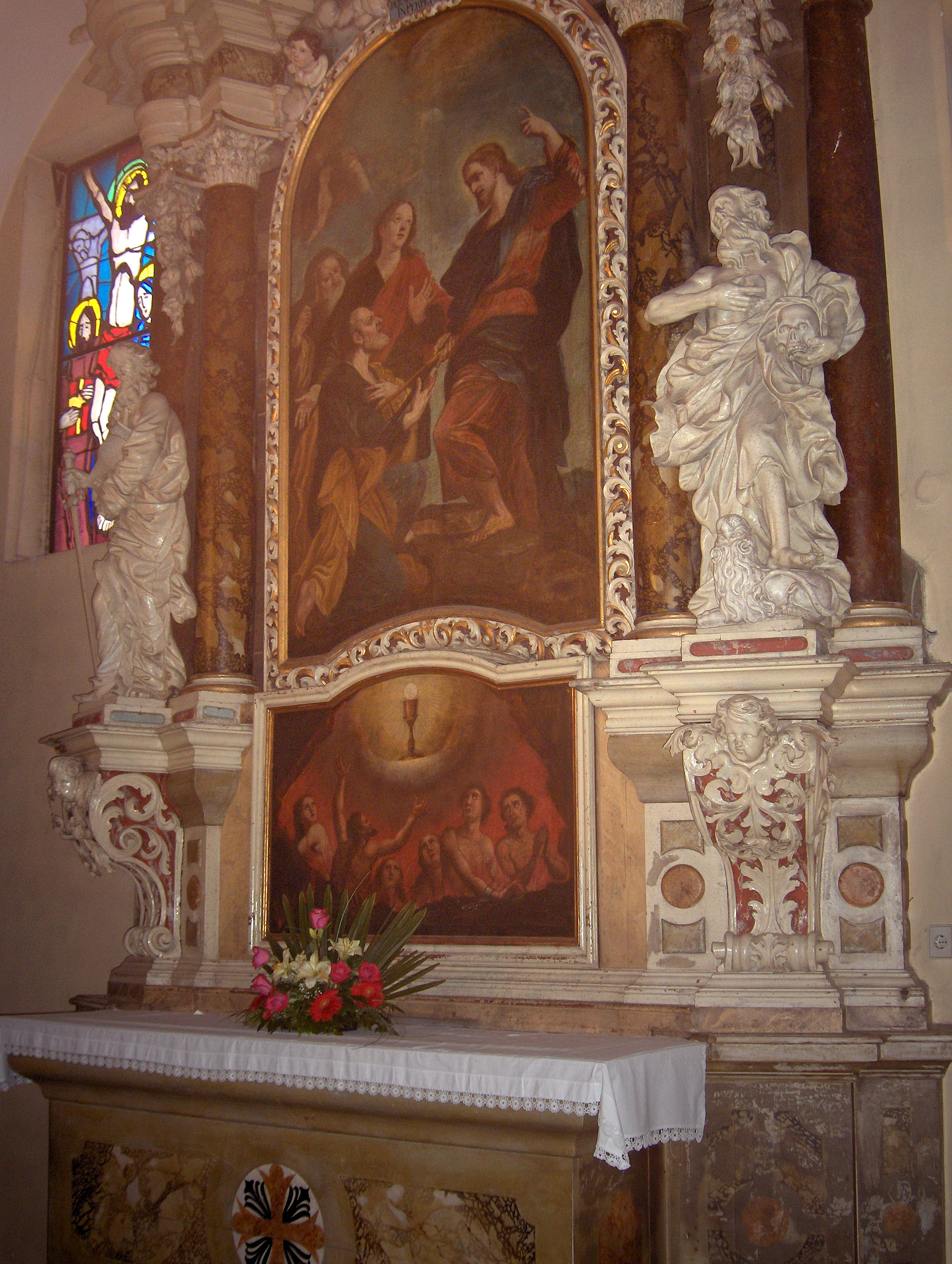
Peinture sur un autel latéral dans l'Église Notre-Dame de Trsat à Rijeka en Croatie.
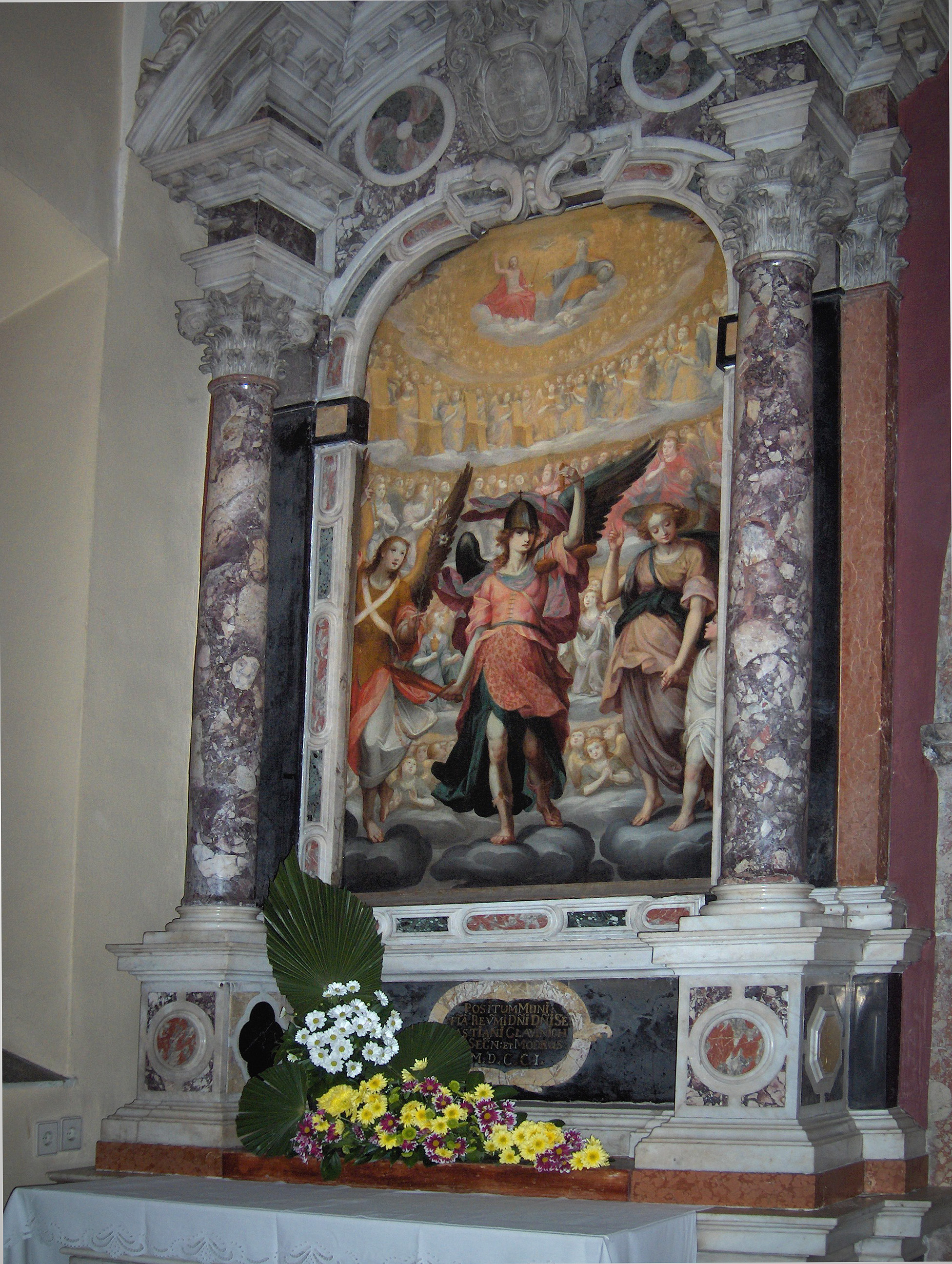
Peinture sur l'autel latéral baroque de Saint Nicolas dans l'Église Notre-Dame de Trsat à Rijeka.
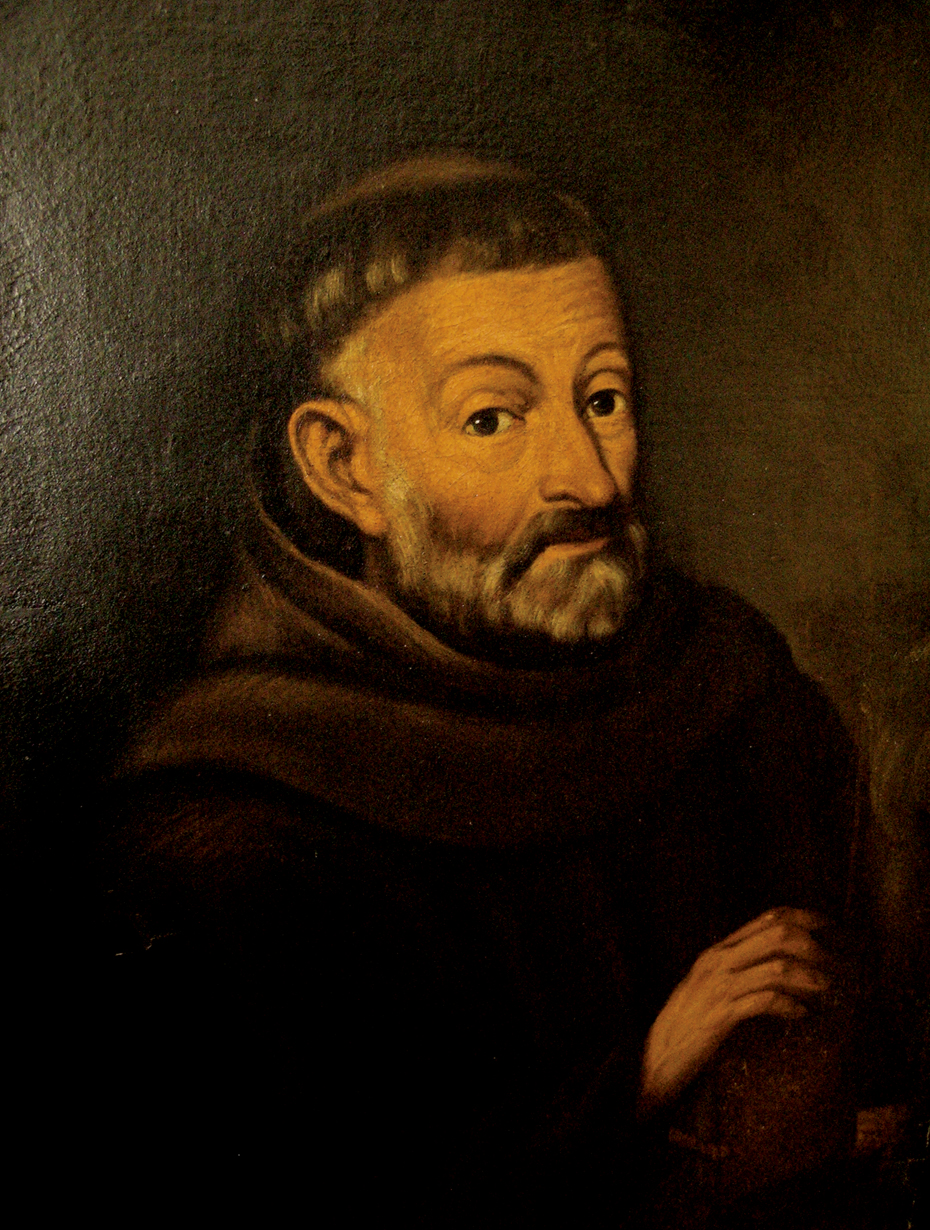
Portrait de Franjo Glavinić, un franciscain bosno-croate de Saint Križa, rénovateur du sanctuaire de Trsat et son historien.